# ألبرت درابر
ألبرت درابر هو سياسي كندي، ولد في 13 ديسمبر 1897، وتوفي في 3 نوفمبر 1963.